# Манау (Марамуреш)
Манау (рум. Mânău) насеље је у Румунији у округу Марамуреш у општини Улмени. Oпштина се налази на надморској висини од 192 m.

## Становништво
Према подацима из 2002. године у насељу је живело 1126 становника.

### Попис2002.
| Расподела становништва по националности 2002.‍ | Расподела становништва по националности 2002.‍ | Расподела становништва по националности 2002.‍ | Расподела становништва по националности 2002.‍ | Расподела становништва по националности 2002.‍ |
| --------------------------------------------- | --------------------------------------------- | --------------------------------------------- | --------------------------------------------- | --------------------------------------------- |
|                                               |                                               |                                               |                                               |                                               |
| Румуни                                        | Румуни                                        |                                               | 480                                           | 42,6%                                         |
| Мађари                                        | Мађари                                        |                                               | 646                                           | 57,4%                                         |